# 네이버 사전
네이버 사전은 네이버가 제공하는 온라인 사전 서비스다. 크게 어학사전과 백과사전 ('네이버 지식백과'), 그리고 번역기로 구성되어 있으며, 이밖에도 누리꾼이 번역 프로젝트에 참여하는 '참여번역' (PC 전용), 어학사전의 단어와 회화를 퀴즈 형식으로 학습하는 '퀴즈' (모바일 전용)가 있다.

## 서비스

### 어학사전
네이버의 어학사전은 1999년 9월 영어사전 서비스에서 출발하였다. 당시 한영사전을 지원, 네이버 검색결과로 띄우는 방식이었으며 '영어학습' 서비스를 통해 예문의 음성 파일도 제공하였다. 이 당시 네이버 사전은 YBM 시사영어와 제휴하였다가, 2000년경에 동아프라임 영어사전으로 데이터베이스를 바꾸어 제공하기 시작하였다. 웹서핑 도중 단어를 검색할 수 있는 '넥서치119'란 이름의 자동검색 팝업 프로그램도 선보였다. 이후 네이버는 서비스를 확대해 2000년대 초에는 일본어사전, 중국어사전, 한자사전까지 총 4종을 지원하게 되었다.
2010년 9월, 영어, 일본어, 중국어 외 외국어 사전으로는 처음으로 프랑스어 사전을 출시하였다. 한국외대와 두산 동아프레임의 한불, 불한사전을 기반으로 구축하였다. 이후 네이버는 외국어사전 서비스 확대에 본격적으로 나서, 2011년 스페인어사전, 2012년 독일어사전과 베트남어사전을 처음으로 서비스하기 시작하였다.
2016년 말 네이버는 차후 5년간 어학사전 콘텐츠 강화에 총 100억원을 투자하여, 프랑스어 사전 등 오래된 사전의 개정판과 미얀마어 사전 등의 소수어 사전 구축 등에 나서는 계획을 발표했다. 2018년 12월에는 그리스어, 고대 그리스어, 고대 히브리어, 테툼어, 미얀마어의 5개 어학사전을 신규 출시하였다. 이와 함께 기존 13개 어학사전의 표제어 보강이 이뤄졌으며, 국어사전의 경우 국립국어원 표준국어대사전과 고려대학교 고려대한국어대사전에 이어 국립국어원의 개방형 사전인 우리말샘을 추가 서비스하기 시작하였다.
2022년 6월 기준으로 네이버에서 제공하는 어학사전은 총 49종으로, 다음과 같다.
- 영어 (한영, 영영)
- 국어
- 한자
- 일본어
- 중국어
- 프랑스어
- 스페인어
- 독일어
- 베트남어
- 네팔어
- 라오어
- 몽골어
- 미얀마어
- 스와힐리어
- 아랍어
- 우르두어
- 우즈베크어
- 인도네시아어 (한인·영인)
- 캄보디아어
- 타갈로그어
- 태국어
- 테툼어
- 페르시아어
- 하우사어
- 히브리어 (고대·현대)
- 힌디어
- 그리스어 (고대·현대)
- 네덜란드어
- 노르웨이어
- 덴마크어
- 라틴어
- 러시아어
- 루마니아어
- 스웨덴어
- 알바니아어
- 우크라이나어
- 이탈리아어
- 조지아어
- 체코어
- 크로아티아어
- 튀르키예어
- 포르투갈어
- 폴란드어
- 핀란드어
- 헝가리어

### 백과사전
2000년 두산백과사전 (두피디아)의 데이터베이스를 기반으로 시작되었으며, 2012년부터 지금의 이름인 '네이버 지식백과'로 개명하면서 다른 사전 컨텐츠들을 적극적으로 추가하기 시작했다. 2022년 6월 현재 총 4,507개의 사전수와 485만 건의 표제어가 등록되어 있으며, 독일어 위키백과와 네덜란드어 위키백과의 표제어를 합친 수준과 맞먹는다.

### 참여번역
네이버 사전의 예문을 놓고 한국어 등으로 번역하는 데 유저가 직접 참여하는 서비스이다. 2009년 12월 영어사전 개편 당시 '번역문 참여 기능'이란 이름으로 처음 선보였으며, 예문의 해석을 적으면 영어사전 전문에디터의 검수를 거친 후 등록되는 방식이었다.
이후 2013년 해당 서비스를 '이용자 참여 번역'으로 개명하였다. 사전에 등재되어 있지 않거나 전문정보, 외신 기사 등의 예문을 대상으로 폭을 넓혔으며, 한국어뿐만 아니라 중국어, 일본어, 인도네시아어, 스페인어 등 7개 언어로 번역할 수 있는 오픈 플랫폼으로 개편하였다. PC와 모바일 모두 지원하였으며, 하나의 예문에도 여러 유저의 번역문을 볼 수 있도록 하였다. 이용자 참여 번역은 서비스 개시 이후 3달 만에 11만 건을 돌파했으며, 2016년에는 100만 건을 돌파하였다.
2016년 6월에는 모바일 네이버사전에서 외국어 예문에 대해 유저들끼리 번역을 요청, 참여할 수 있는 집단지성형 서비스를 개시하였으나, 네이버와 파트너십을 맺고 있는 '플리토' 사의 서비스와 UI를 표절했다는 논란이 일면서 한 달 만인 7월에 서비스를 종료하였다.

### 오픈사전 PRO
2014년 8월 네이버 영어사전의 오픈 플랫폼인 '오픈영어'를 시범적으로 선보였다. 영한, 한영 단어의 뜻풀이를 등록하고 이를 공유하는 것이었으며, 신조어와 유행어에 빠르게 대응할 수 있도록 하였다.
2018년 12월 4일에는 '오픈사전 PRO'라는 이름의 유저 전용 단어사전 제작 서비스를 개시하였다. 기존 어학사전이 개정 주기가 길어 언어 환경의 변화에 대응하지 못하는 단점을 보완해, 유저가 스스로 신조어 등을 추가하거나 수정하고, 업데이트하도록 만들었다.

## 번역기 (현 파파고)
네이버에서 제공하는 온라인 번역기 서비스로, 네이버 사전의 범주에 들어가 있다. 2017년 4월 현재 웹 번역기에서는 영어, 일본어, 중국어, 스페인어, 포르투갈어, 인도네시아어, 태국어, 러시아어, 독일어, 베트남어, 힌두어의 한국어 번역을 지원한다. 웹사이트 번역 서비스도 있으며 현재 영어, 일어, 중국어를 지원하고 있다. 번역기 외에도 네이버 회원들이 한영 번역에 직접 참여하는 '참여번역'이 있다.
2018년 7월 19일부로 네이버의 또다른 통번역 서비스인 네이버 파파고와 통합되었으며, 네이버 사전 홈페이지에 달려 있던 번역기 링크도 파파고로 넘어가는 링크로 대체되었다.

## 같이 보기
- 네이버사전체